# Código Orgánico de la Función Judicial
El Código Orgánico de la Función Judicial —también conocido por su abreviatura COFJ— es un cuerpo legal orgánico que rige en la República del Ecuador. Este cuerpo legal compila de manera ordenada, unitaria y sistematizada a todas las normas, principios jurídicos y demás disposiciones que rigen a la Función Judicial (denominación del poder judicial en el Ecuador). Define y normatiza la jurisdicción y competencia de los jueces; las funciones de los jueces, secretarios de juzgados, ayudantes judiciales, agentes fiscales, secretarios de fiscalía, asistentes de fiscalía, y demás operadores de Justicia (funcionarios públicos dentro de la Función Judicial); las atribuciones y sanciones de los profesionales del Derecho (abogados).
El COFJ, como proyecto de ley, tuvo el primer debate el 16 de enero de 2009, y el segundo debate el 2 de febrero, quedando aprobado por la mayoría de los legisladores de la Asamblea Nacional aquel día. Con respecto a la objeción parcial presentada por el presidente de la República, la Asamblea Nacional se pronunció el 3 de marzo del mismo año. El COFJ fue publicado en el Registro Oficial en su suplemento 544 del 9 de marzo de 2009, entrando en vigencia ese mismo pdía.